# كيغو هواشي
كيغو هواشي (帆足圭吾 هواشي كيغو) هو ملحن ياباني.

## أعماله في الدراما اليابانية
- مخبز منتصف الليل (بالتعاون مع كييتشي أوكابي)

## أعماله في الأنمي

### مسلسلات أنمي تلفزيونية
- ووركينغ!! (ضمن MONACA)
- ووركينغ'!! (ضمن MONACA)
- ووركينغ!!! (ضمن MONACA)
- ستار درايفر (ضمن MONACA)
- القناة A (ضمن MONACA)
- إزحفي يا نياركو-سان (ضمن MONACA)
- فتاة الغسق x فقدان الذاكرة (بالتعاون مع ريويتشي تاكادا)
- أيكاتسو! (ضمن MONACA)
- كوميديا رومانسية شبابي خاطئة كما توقعت. (ضمن MONACA)
- كنز نانانا ريوغاجو (ضمن MONACA)
- كابتن إيرث (ضمن MONACA)
- فرسان التنكاي (ضمن MONACA)
- هاناياماتا (بالتعاون مع ريويتشي تاكادا)
- البطلة يونا يوكي (ضمن MONACA)
- كونكريت ريفولوتيو: فنتازيا الخوارق (بالتعاون مع كاكيرو إيشيهاما و يوسكي ياماموتو)
- كونكريت ريفولوتيو: فنتازيا الخوارق THE LAST SONG (بالتعاون مع كاكيرو إيشيهاما ويوسكي ياماموتو)
- فريم آرمز غيرل (بالتعاون مع كاكيرو إيشيهاما)
- آن هابي (ضمن MONACA)
- أنمي-غاتاريز (بالتعاون مع كونيوكي تاكاهاشي)

### أفلام أنمي
- إختفاء هاروهي سوزوميا (بالتعاون مع ساتورو كوساكي, ريويتشي تاكادا وكاكيرو إيشيهاما)
- آلترد كاربون: ريسليفد (بالتعاون مع كونيوكي تاكاهاشي)

## أعماله في ألعاب الفيديو
- تيكن 6
- نير (ضمن MONACA)
- نير: أوتوماتا
- دراكنغارد 3 (ضمن MONACA)
- نوبي نوبي بوي
- أوبرا المحققين ميلكي هولمز (ضمن MONACA)
- لورد أوف أبوكاليبس (بالتعاون مع كييتشي أوكابي)
- سينوأليس

## وصلات خارجية
- كيغو هواشي على موقع ميوزك برينز (الإنجليزية)
- كيغو هواشي على موقع ديسكوغز (الإنجليزية)